# ژانا توماسیان
ژانا آرشاکی توماسیان (ارمنی: Ժաննա Արշակի Թովմասյան؛ انگلیسی: Zhanna Tovmasyan؛ ۲۰ مهٔ ۱۹۱۲ – ۲۳ ژوئن ۲۰۰۰) یک بازیگر اهل ارمنستان بود. وی بین سال‌های - تا - میلادی فعالیت می‌کرد.

## زندگی‌نامه
وی در ۲۰ مهٔ ۱۹۱۲ در کاقیزمان به دنیا آمد . وی در تئاتر دراماتیک دولتی وارطان آجمیان گیومری (از ۱۹۴۳)، تئاتر ارمنیان تاشکند، تئاتر درماتیک ارمنیان تفلیس، تئاتر ارمنیان سوخومی، تئاتر آلاوردی فعالیت می‌کرد. وی همچنین برندهٔ جوایزی همچون هنرمند مردمی ارمنستان شوروی (۱۹۶۵) شده است. وی در ۲۳ ژوئن ۲۰۰۰ در سن ۸۸ سالگی در گیومری درگذشت.

## گزیده فیلمشناسی
از فیلم‌ها یا برنامه‌های تلویزیونی که وی در آن نقش داشته است می‌توان به آفتاب پاییزی اشاره کرد.